# ライアン・マルハーン
ライアン・トーマス・マルハーン（Ryan Thomas Mulhern, 1980年11月29日 - ）は、アメリカ合衆国カリフォルニア州出身の元プロ野球選手（外野手）。

## 経歴・人物
2003年、MLBドラフト11巡目でクリーブランド・インディアンスに入団。
ちなみに2000年と2002年の2度ドラフト指名を拒否したことがある。
2007年に3Aに昇格したが、メジャー出場は果たせずに2009年の2年間は独立リーグであるアトランティックリーグのランカスター・バーンストーマーズでプレーした。
2010年はチームメートに仁志敏久、ブレット・ハーパーがいた。
2011年は同じアトランティックリーグのサザンメリーランド・ブルークラブス、メキシカンリーグのサルティーヨ・サラペメーカーズで計65試合に出場し23本塁打を記録した。その長打力に目を付けた埼玉西武ライオンズがシーズン途中で解雇したディー・ブラウンの代役として、7月19日に獲得を発表した。登録名は「R.マルハーン」、背番号は24。
8月5日に一軍に昇格し、同日の対福岡ソフトバンクホークス12回戦に6番・指名打者で先発出場すると、1打席目で岩嵜翔から同点ホームランを放った。西武に所属した外国人選手の来日初打席初本塁打は、1999年6月25日のコーリー・ポール以来、球団史上4人目の記録である。しかし、その後はこれといった結果を残せずに9月16日に一軍登録を抹消され、10月21日に戦力外通告を受け退団した。
2012年は前年所属したサルティーヨに復帰し、2013年の途中にはサザンメリーランド・ブルークラブスへ2年ぶりに復帰した。
なお、西武は2012年5月1日の球団発表により稲尾和久の功績を称えて背番号24を球団初の永久欠番に指定した（この年はもともと空き番号だった）ため、マルハーンはライオンズの球団史上背番号24を着けた最後の選手となった。

## 人物
- 来日時、持って来たバットは4本で、入団初期は自分に本当に合うバットを見つけるため、各選手に借りていた。ちなみに、初本塁打を打ったのは星孝典のバットだった。[要出典]

## 詳細情報

### 年度別打撃成績
| 年 度     | 球 団     | 試 合 | 打 席 | 打 数 | 得 点 | 安 打 | 二 塁 打 | 三 塁 打 | 本 塁 打 | 塁 打 | 打 点 | 盗 塁 | 盗 塁 死 | 犠 打 | 犠 飛 | 四 球 | 敬 遠 | 死 球 | 三 振 | 併 殺 打 | 打 率 | 出 塁 率 | 長 打 率 | O P S |
| --------- | --------- | ----- | ----- | ----- | ----- | ----- | -------- | -------- | -------- | ----- | ----- | ----- | -------- | ----- | ----- | ----- | ----- | ----- | ----- | -------- | ----- | -------- | -------- | ----- |
| 2011      | 西武      | 22    | 63    | 57    | 2     | 16    | 1        | 0        | 1        | 20    | 8     | 0     | 0        | 0     | 1     | 3     | 0     | 2     | 21    | 1        | .281  | .333     | .351     | .684  |
| 通算：1年 | 通算：1年 | 22    | 63    | 57    | 2     | 16    | 1        | 0        | 1        | 20    | 8     | 0     | 0        | 0     | 1     | 3     | 0     | 2     | 21    | 1        | .281  | .333     | .351     | .684  |

- 2011年度シーズン終了時

### 記録
NPB
- 初出場・初先発出場：2011年8月5日、対福岡ソフトバンクホークス12回戦（西武ドーム）、6番・指名打者として先発出場
- 初打席・初安打・初本塁打・初打点：同上、2回裏に岩嵜翔から左越同点ソロ　※史上52人目の初打席初本塁打

### 背番号
- 24 （2011年）